# بوهدان وازوکا
بوهدان وازوکا (لهستانی: Bohdan Łazuka؛ زادهٔ ۳۱ اکتبر ۱۹۷۲) بازیگر، صداپیشه و خواننده اهل لهستان است.
از فیلم‌ها یا مجموعه‌های تلویزیونی که وی در آن‌ها نقش داشته‌است، می‌توان به دارکوب، سرگذشتی با یک ترانه، پسرها گریه نمی‌کنند، ازدواج مصلحتی، چهل‌ساله، آلیس، پدر متیو، پرستار کودک، کارآگاهان جنایی، در خیابان سپولنی، نبرد مقدس، جهان به روایت خانواده کیپسکی، اجاره‌نشین‌ها و از دوشنبه‌ها بیزارم اشاره نمود.
وی بابت مشارکت‌های فرهنگی-هنری‌اش برندهٔ صلیب شایستگی، نشان افتخار تولد لهستان، نشان چهلمین سالگرد خلق لهستان و نشان زرین شایستگی در فرهنگ - گلوریا آرتیس شده‌است.